# Wienerwaldbahn
Als Wienerwaldbahn bezeichnet man mehrere projektierte Bahnstrecken von Wien ins westliche Umland, ins Tullnerfeld, ins Schwechattal oder ins Gölsental.

## Beschreibung
Nach dem Bau der Westbahn und der Franz-Josefs-Bahn versuchte man, das Verkehrsnetz im Bereich des Wienerwaldes engmaschiger weiterzuentwickeln. Hierzu gab es eine große Zahl an Eisenbahnprojekten, von denen einige in der Planung weit vorangeschritten waren. Die zahlreichen Entwürfe wurden durch verschiedene Umstände wie den Börsenkrach 1873 immer wieder verschoben und letztlich gelangte kein einziger Entwurf zur Ausführung. Nur zwei kurze Stichbahnen, die Kaltenleutgebner Bahn und die Lokalbahn Mödling–Hinterbrühl, wurden realisiert.